# Triei
Triei ist eine italienische Gemeinde (comune) mit 1056 Einwohnern (Stand 31. Dezember 2023) in der Provinz Ogliastra auf Sardinien. Die Gemeinde liegt etwa 11,5 Kilometer nordnordwestlich von Tortolì. Durch die Gemeinde fließt der Pramaera.

## Geschichte
Ein besonders altes Gigantengrab wurde 1989 entdeckt. 1316 wird der Name der Gemeinde erstmals urkundlich erwähnt. Das Dorf Osono, 1217 entstanden, ist mittlerweile wüst gefallen.

## Verkehr
Am südöstlichen Rand der Gemeinde führt die Strada Statale 128 Centrale Sarda von Monastir nach Oniferi entlang.

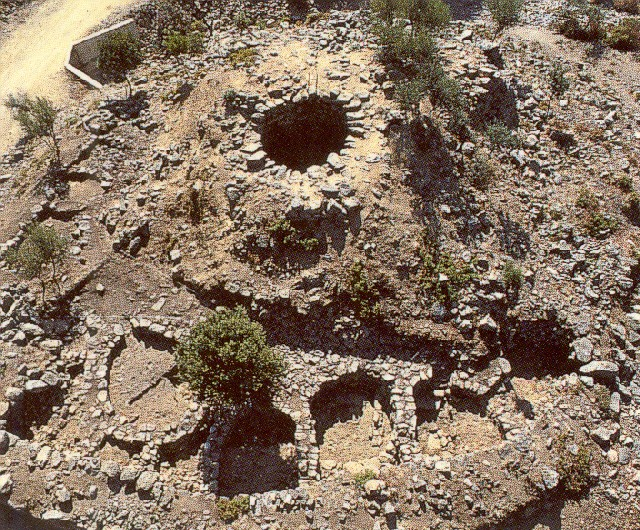
Die Nuraghe Bau Nuraxi in Triei